# 부영 복합빌딩
부영 복합빌딩(영어: Buyeong Complex Building)은 대한민국 서울특별시 성동구 성수동에 공사중인 빌딩이다.
이것은 성수동 르네상스라고 불리며 아파트 및 호텔은 뚝섬4구역에 지을 수 있다.

## 같이 보기
- 대한민국의 마천루 목록
- 대한민국의 호텔 목록
- 서울특별시의 마천루 목록